# Charles de Condren
Charles de Condren (Vauxbuin, 15 de diciembre de 1588-París, 17 de enero de 1641) fue un sacerdote y místico francés, considerado un miembro destacado de la Escuela Francesa de Espiritualidad. Recibió su doctorado en la Sorbona.

## Primeros años de vida
Su padre, fue gobernador del castillo real de Piles cerca de Meaux, se había convertido del protestantismo al catolicismo. Trató de inculcar en su hijo una atracción por la vida militar e hizo que el niño vistiese un uniforme militar cuando aún era muy pequeño. Charles fue instruido por M. le Masson, un canónigo de Soissons, y mostró una memoria notable incluso a una edad temprana. 
Charles tuvo una experiencia espiritual decisiva a la edad de once años y medio y se hizo sacerdote. Estudió en la escuela secundaria de Harcourt desde 1603 hasta 1605, pero debido a una enfermedad volvió con su familia durante varios meses. Su padre todavía estaba decidido a que Charles se uniera al ejército en Calais o en Holanda, pero al darse cuenta de la gravedad de la enfermedad, estuvo de acuerdo con que si su hijo se recuperaba, podría ingresar a la vida religiosa.

## En el Oratorio francés
Continuó sus estudios en la Sorbona y fue ordenado sacerdote en 1614, recibiendo su doctorado de la Sorbona al año siguiente. Renunció a su herencia familiar, que por ley de primogenitura le correspondía, pensó en convertirse en un fraile capuchino pero entró en la congregación de los oratorianos en casa del Oratorio francés en la Rue Saint-Honoré de París, fundado por el cardenal Pierre de Bérulle. Condren también tenía la responsabilidad de ser el confesor del cardenal Bérulle. 
En 1615, Condren participó en la fundación de una nueva casa del Oratorio en Nevers y en 1619 estuvo en Langres para la apertura de un seminario, conforme a los decretos del Concilio de Trento. Regresó a París en 1620 para abrir una nueva casa del Oratorio en Poitiers y en 1624, otro en la antigua Abadía de St.Magloire, que se desempeñó como seminario. 
En 1625 vuelve al Oratorio de la rue de Saint-Honoré. En 1627, se convirtió en confesor del príncipe Gastón de Francia, hermano del rey Luis XIII de Francia. Logró la reconciliación entre el rey y su hermano, que se había distanciado, el 18 de abril de 1630 en Troyes.
Después de la muerte de Bérulle en 1629, Condren le sucedió como Superior General del Oratorio. Condren fue elegido rápidamente para evitar la intervención del cardenal Richelieu, para convertirlo en obispo. El Oratorio tenía 71 casas en 1631, pero Condren se desanimó y estuvo a punto de dimitir en 1634. Colaboró y fue miembro de la Campaña del Santo Sacramento.
El trabajo que más le interesaba a Condren era la fundación de seminarios siguiendo el modelo de la Contrarreforma mandatado por el Concilio de Trento. La Iglesia Católica sintió que su éxito en su propia renovación residía en la formación completa y sistemática del clero a través de su educación en estas escuelas. Condren reunió a algunos jóvenes eclesiásticos a su alrededor para ese propósito. Las necesidades en las que los empleó fueron destinadas a grabar en sus mentes las religiosas del país. Fue discípulo y amigo de Vicente de Paúl quien lo tenía en alta estima.
Con Condren, sus discípulos Jean-Jacques Olier y San Juan Eudes, participaron en las misiones organizadas por ellos. Condren era el confesor de Olier y le aconsejó que no aceptara un nombramiento para  obispo; Olier fundó la Sociedad de San Sulpicio, cuyo objetivo principal era la educación de los sacerdotes. En  1638 creó el Colegio de Juilly. Posteriormente, a su muerte, ahí fue enterrado, en la capilla, donde también estaba sepultado el cardenal Bérulle.

## Devoción a María
Estuvo fuertemente interesado en promover la devoción a María como parte de una espiritualidad específicamente sacerdotal. Fundó las Misas con la intención de la Santísima Madre de Dios. La congregación de os oratorianos, ofrecen e cuero de Cristo como ella lo hizo.

## Obra
Su obras son póstumas. Su primera biografía fue publicada en 1643 por Denis Amelote un miembro del Oratorio francés. 169 cartas fueron publicadas y algunas de sus conferencias. Lettres et discours , 1642; Saintes instrucciones pour la conduite de la vie chrétienne , 1671; L'idée du sacerdoce et du sacrifici de Jésus-Christ , 1677).  Existe disponible un libro con sus “obras completas”.  Una imagen de él se comercializa hasta la fecha.